# 卡纳罗
卡纳罗（義大利語：Canaro）是意大利威尼托大区罗维戈省的一个镇，位于威尼斯西南方80公里，罗维戈西南方15公里处。面积为32.7平方公里，人口约2900人（2004年）。